# In orbita
In orbita è un EP di Edda, pseudonimo di Stefano Rampoldi, uscito nel settembre del 2010.
I brani sono stati registrati dal vivo presso l'omonima trasmissione su Radio Capodistria.

## Tracce
1. Suprema (cover di Moltheni)
2. Fango di Dio
3. Snigdelina
4. L'innamorato
5. Io e te